# Via dei Fori Imperiali

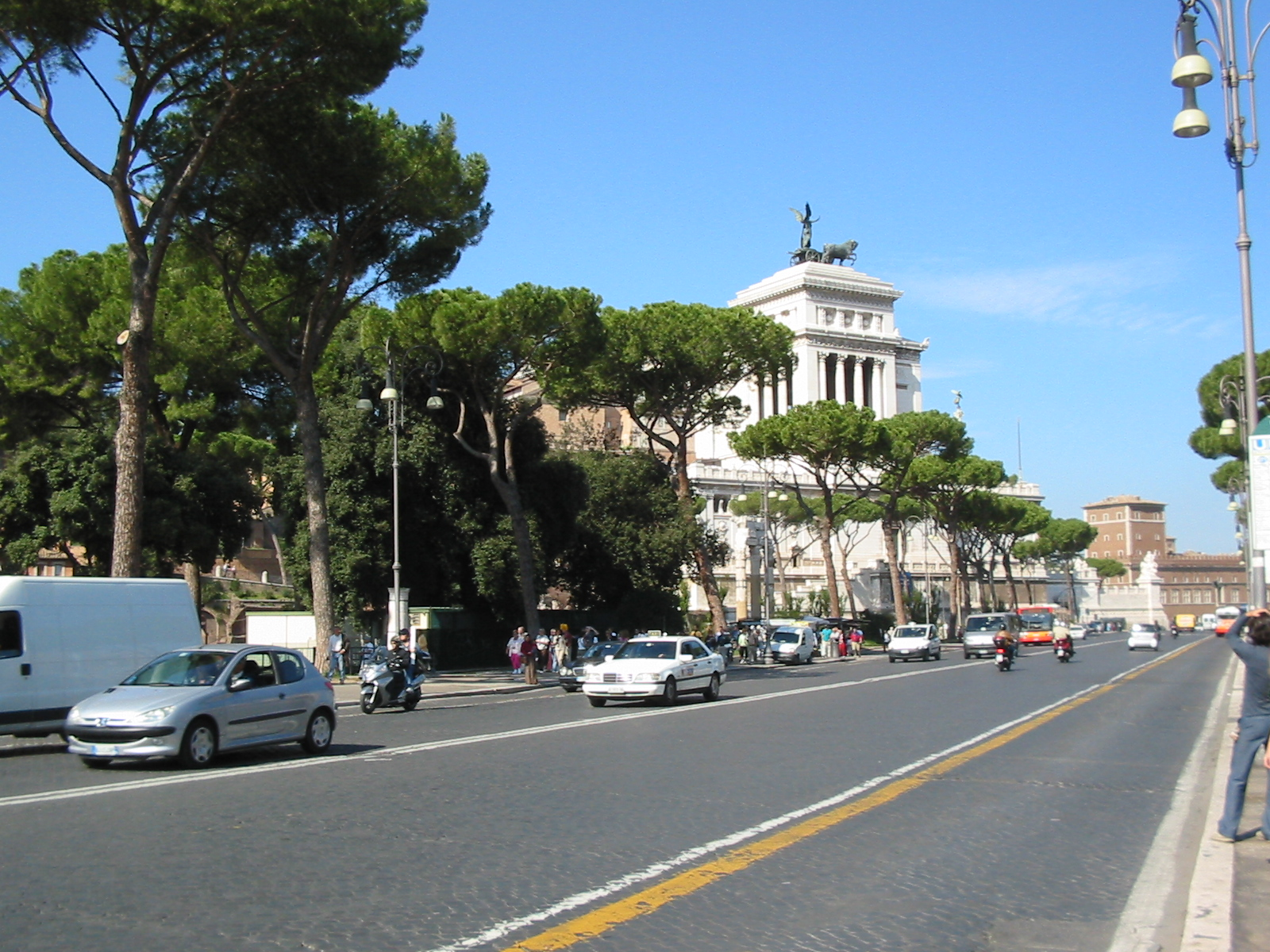
De Via dei Fori Imperiali gezien vanuit het oosten met op de achtergrond Piazza Venezia (2005). Het Forum Romanum ligt links.

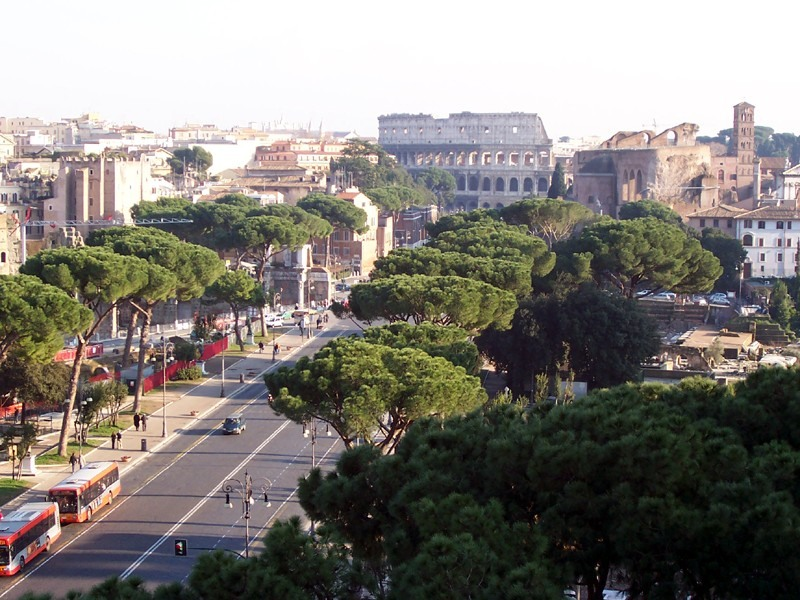
Via dei Fori Imperiali in 2006 vanuit het noordwesten. Aan het eind is het Colosseum zichtbaar.

De Via dei Fori Imperiali is een belangrijke straat in het centrum van Rome.

## Ligging
De Via dei Fori Imperiali leidt van de Piazza Venezia naar het Colosseum. De straat dankt zijn naam aan de Fori Imperiali, waar hij dwars door- en overheen loopt. Er zijn plannen om de weg weer op te breken om de keizerfora samen te kunnen voegen, waardoor er één groot archeologisch park ontstaat. Ook hoopt men onder de weg nog delen van de keizersfora op te kunnen graven.

## Geschiedenis
De brede weg werd aangelegd in opdracht van de Italiaanse dictator Benito Mussolini, die zijn kantoor op de Piazza Venezia had in het Palazzo Venezia. Voor de bouw van de weg tussen 1924 en 1932 werd een deel van de middeleeuwse wijk die daar lag, afgebroken: zo’n vierduizend mensen moesten hierdoor verhuizen. Mussolini’s weg kreeg de naam Via dell’Impero. Dit verwees naar het oude Romeinse Rijk dat als voorganger van Mussolini’s nieuwe rijk werd gezien, én naar het nieuwe rijk dat de Italianen in Noord-Afrika probeerden te stichten. Mussolini wilde zijn weg, die symbolisch van het oude Rome naar zijn kantoor liep, dan ook gebruiken voor militaire parades na overwinningen. Op 9 april 1932 wijdde hij de nieuwe straat te paard in door een lint door te knippen. Daarna volgde een parade van gehandicapte oorlogsveteranen van de Eerste Wereldoorlog.
Rond 1945 kreeg het eerste stuk van de voormalige Via dell'Impero zijn huidige naam Via dei Fori Imperiali. Het vervolg voorbij het Colosseum naar het zuiden heet nu Via di San Gregorio en verderop Viale Terme di Caracalla. Elk jaar is er op 2 juni een militaire parade op de Via dei Fori Imperiali vanwege de Festa della Repubblica Italiana (Feest van de Italiaanse Republiek). Op zon- en feestdagen is de straat vaak wandelgebied en gesloten voor verkeer.